# Siegfried Grabner
Pour les articles homonymes, voir Grabner.
Siegfried Grabner, né le 4 février 1975, est un snowboardeur autrichien, spécialiste du slalom parallèle.

## Palmarès

### Jeux olympiques
Médaille de bronze en slalom géant parallèle aux Jeux olympiques d'hiver de 2006 à Turin.

### Championnats du monde
| Date            | Place                  | Pays     | Édition* | Épreuves |
| --------------- | ---------------------- | -------- | -------- | -------- |
| 14 janvier 2003 | Kreischberg 2003       | Autriche | PSL      | Or       |
| 19 janvier 2005 | Whistler Mountain 2005 | USA      | PSL      | Bronze   |

### Coupe du monde
- 1 gros globe de cristal :
  - Vainqueur du classement général en 2009.
- 2 petits globe de cristal :
  - Vainqueur du classement parallèle en 2004 et en 2009.
- 34 podiums dont 14 victoires en carrière.

| Date             | Place             | Pays      | Édition* |
| ---------------- | ----------------- | --------- | -------- |
| 20 janvier 2002  | Bardonnèche       | Italie    | PGS      |
| 24 janvier 2002  | Kreischberg       | Autriche  | PGS      |
| 19 octobre 2003  | Sölden            | Autriche  | PSL      |
| 12 décembre 2003 | Whistler          | Canada    | PGS      |
| 3 février 2004   | Maribor           | Slovénie  | PGS      |
| 14 mars 2004     | Bardonnèche       | Italie    | PGS      |
| 7 janvier 2005   | Saint-Pétersbourg | Russie    | PSL      |
| 18 février 2005  | Sapporo           | Japon     | PGS      |
| 7 octobre 2005   | Landgraaf         | Pays-Bas  | PSL      |
| 13 octobre 2006  | Landgraaf         | Pays-Bas  | PSL      |
| 20 décembre 2006 | Bad Gastein       | Autriche  | PSL      |
| 21 décembre 2008 | Arosa             | Suisse    | PSL      |
| 6 janvier 2009   | Kreischberg       | Autriche  | PGS      |
| 28 janvier 2012  | Sudelfeld         | Allemagne | PGS      |

* PGS-Slalom Géant Parallèle, PSL-Slalom Parallèle